# Fidelia villosa
Fidelia villosa är en biart som beskrevs av Brauns 1902. Fidelia villosa ingår i släktet Fidelia och familjen buksamlarbin. Inga underarter finns listade i Catalogue of Life.